# Fate/stay night
《Fate/stay night》是由TYPE-MOON製作的日本視覺小説，於2004年1月30日在Windows平台發行。該游戲最初是一款成人遊戲，2007年，本作在去除成人元素後被移植到PlayStation 2上，並新增語音、CG、演出效果、劇情及追加結局，此版本被稱為《Fate/stay night [Réalta Nua]》，由角川書店發售。其後此版本亦于2012年在Windows和PlayStation Vita平臺發行，2015年發售Android和iOS版本。基於《Réalta Nua》版高清重置化製作的《Fate/stay night REMASTERED》於2024年在Steam與任天堂Switch上發表。故事主要講述了一位名叫衛宮士郎的日本高中生和業餘魔術師被意外捲入了「聖杯戰爭」，一場由七名被稱為「master」（御主）的魔術師召喚出傳說中的英雄「servant」（從者），為爭奪萬能的許願機「聖杯」而互相廝殺的戰爭。游戲共有三條故事路綫，每條路綫中，士郎都會與一名女角色產生戀情，并與不同的參戰對手交鋒。
該游戲已被多次跨媒體改編。由創作的改編漫画系列於2006年2月至2012年12月期間在角川书店的《月刊少年Ace》杂志上连载。由STUDIO DEEN製作的同名电视动画于2006年1月至6月在日本播出，共24集。兩者均以「Fate」路線为主轴，并结合了另外两条路线的剧情。2010年1月23日，由STUDIO DEEN改编自游戏第二条路线的动画电影《Fate/stay night Unlimited Blade Works》在日本上映。第二部电视动画《Fate/stay night [Unlimited Blade Works]》由ufotable制作，于2014年10月至2015年6月期间播出，改编自游戏第二条路线。第三条路綫的漫画改编作品由Taskohna創作，于2015年在角川书店的《Young Ace》上开始连载。ufotable亦將這條故事線由制作成三部动画电影，名爲《Fate/stay night [Heaven's Feel]》。第一部《presage flower》（預示之花）於2017年10月上映，第二部《lost butterfly》（迷途之蝶）於2019年1月上映，第三部《spring song》（春櫻之歌）於2020年8月上映。2021年，由森山大輔创作的第三部漫畫改編作品于ASCII Media Works旗下的月刊Comic電擊大王上开始连载，改編自第二條路綫。
《Fate/stay night》是TYPE-MOON商業化後初次亮相的作品，該作的成功催生了多部改编和衍生作品，形成了Fate系列。2005年10月28日，TYPE-MOON发售了《Fate/stay night》的Fan disc，名为《Fate/hollow ataraxia》，其剧情设定在《Fate/stay night》故事发生半年后。轻小说系列《Fate/Zero》类似于《Fate/stay night》的前传，于2006年至2007年出版，由ufotable改编自该小说的动画于2011年10月至2012年6月播出。衍生魔法少女系列漫画《Fate/kaleid liner 魔法少女☆伊莉雅》于2012年开始连载，截至2024年已被改編為四部電視動畫和兩部動畫電影。《Fate/stay night》亦被改編成三款格斗游戏，分別為適用於街機和PlayStation 2的《Fate/unlimited codes》，和適用於PSP的《Fate/tiger colosseum》及其續作《Fate/tiger colosseum Upper》。一款名为《Fate/EXTRA》的角色扮演游戏于2010年发布，配套游戏《Fate/EXTRA CCC》于2013年发布，兩者均適用於PSP平臺。2015年，一部名为《Fate/Grand Order》的在线角色扮演游戏在Android和iOS上发布，該游戲的首部改編動畫由Lay-duce製作，于2016年播映，多部續集動畫則由CloverWorks、Production I.G.和SIGNAL.MD制作。2023年9月29日於多平台發行《Fate/Samurai Remnant》動作角色扮演遊戲。

## 故事

### 故事大纲
在遊戲版本中，隨著選擇的不同，後面劇情亦會出現極大改變。遊戲共有3條主線故事：「Fate」、「Unlimited Blade Works」及「Heaven's Feel」。玩家必須依次完成篇章才可解鎖下一個線路。

#### 序章
传说，在日本的某个名叫“冬木市”的城市里，每隔数十年，会出现能实现其持有者所有愿望的宝物“圣杯”。7名魔术师（御主（Master））与7名使魔（从者（Servant））签订契约，为了争夺圣杯而参与“圣杯战争”。能获得圣杯的只有一组，这7组人马各自为了成为最后的那一组而互相残杀。但是，这场战斗和魔术是完全对公众隐藏的。
高中二年级的冬天，远坂凛继承了在上次圣杯战争中丧生的父亲的遗愿，参与圣杯战争。凛召唤了一名男性从者，但是由于他对年轻的魔术师凛采取了轻视的态度。为了使他按自己的意愿行事，凛使用了次数有限的绝对命令权：令咒。虽然由于命令抽象而效果甚微，但出于作用于他的强大魔力，这名从者承认凛是他的御主，自己是Archer（弓兵）的从者。
第二天，凛注意到学校里被设立了一个以危害校园内的人员而获得魔力为目的的结界，于是在学生不在的夜间开始调查，期间遭到了别的从者Lancer（枪兵）的攻击，Archer便与之战斗。但是，一名学生目击到了这场战斗，Lancer为了封口而杀害了那个学生。那位学生名叫卫宫士郎，因为有重要的缘分，远坂凛用父亲留下的吊坠中的魔力救下了他，但是注意到Lancer不会放过死而复生的目击者后，为了保护士郎和Archer一起赶往了士郎的家（卫宫邸），却在卫宫邸前被新的从者袭击。那个从者是一个身材矮小的金发少女，是凛真正希望召唤的从者：Saber（剑士）。
卫宫士郎是10年前（1994年）发生的冬木市火灾的幸存者，曾由其养父教学了基本的魔术，是一名半吊子魔术师。2004年2月2日晚，士郎在夜晚的学校偶然目击了从者Archer和Lancer之间的战斗，被Lancer杀死后幸得远坂凛用父亲留下的吊坠中的魔力所救，随后回到了家。而他没死的事很快被Lancer知道，刚到家不久就被Lancer追杀。他逃到了院子里的仓库里，发现藏在地上的魔法阵发动了，无意中召唤了从者之一的Saber（剑士），被卷入了圣杯战争。士郎希望继承在灾难中救了自己的亡父卫宫切嗣的理想，成为“正义的伙伴”。士郎同意以御主的身份参与战争，以防止其他御主造成进一步的灾难，导致十年前的悲剧再度重演。

### 故事結局
原著遊戲中，故事結局共有45個。其中Bad ending/Dead ending出現了四十次，不过其中一個士郎死亡的結局被歸類於Normal End；最後五個以勝利者身份完成第五次聖杯戰爭的正面結局（並非所有Bad Ending士郎皆無法勝利，只是就劇情來說是屬於負面結局）。而五個勝利的結局分別為：
Fate（Saber路線）
- 唯一結局：夢的延續

完成聖杯戰爭，完成與士郎的約定，破壞聖杯后，Saber終於可以放下從者的身份，微笑著對士郎說出“我愛你”。得到解脫的王回到自己的時代，歸還精靈之劍，带着王的骄傲，在樹下平靜地安息，2006年Studio Deen製作的电视動畫即以此作為結局之基礎。
Unlimited Blade Works（凜路線）
- True End：Brilliant Years

與士郎和Archer的相遇，使Saber堅定了自己的信念。帶著對士郎的情感，Saber和Fate路线一样，繼續走完她的旅途。Archer在朝陽下離去，將過去的自己托付給凜。士郎與凜經過殘酷的戰爭后，士郎跟隨凜學習魔術並定下相守一生的約定，在此結局中有透露凜即將在畢業後前往英國倫敦塔進修，並且邀約士郎一起前往倫敦。Studio Deen於2010年製作的剧场版动画和ufotable在2014年重製的电视動畫，即以此作為結局之基礎。
- Good End：Sunny Day

即使經過兩次聖杯戰爭的血戰，Saber仍未明定自己的意念，因此Saber決定藉助凜與士郎的魔力，以「使魔」這種不會涉及到聖杯規定的契約留於現世。與士郎、凜過著幸福的三人生活的同時也試著尋找自己的信念。2015年ufotable公開了以此為結局的OVA動畫。
Heaven's Feel（櫻路線）
至少完成[Saber]、[凜]路線其一之結局之後才可解锁的遊戲路線，所有的伏筆、真相皆於此路線中揭明，透過此路線的進程，玩家能完整了解所謂聖杯戰爭真正的「樣貌」。
- True End：春天歸來

伊莉雅絲菲爾以生命為代價留住士郎的魂魄，凜藉助一個人偶使士郎復活。之後具有聖杯機能而擁有接近無限的魔力的櫻以補充魔力的方式保持士郎的生命力。凜從倫敦返回后，似乎也加入進來。ufotable亦將這結局製作成動畫電影。
在老虎道場第39回表示此線為遊戲真正的結局。（奈須磨菇在後來已否定此線為真正結局。TYPE-MOON的世界是平行宇宙，即每个故事版本都可被视作“真正”发生。）
- Normal End：櫻之夢

士郎做出最後的投影以破壞幾乎成型的聖杯，自身完全崩潰。得到救贖的櫻在衛宮邸住下，一直期待與之相會，直到生命盡頭。
“Réalta Nua”版追加结局
Last Episode（最後的结局）
Réalta Nua為愛爾蘭語，意為新生。在2007年于PlayStation 2发售的《Réalta Nua》版本中，另追加Fate線的後續補完結局：「Last Episode」（最後的结局）。該劇情在完成全部45個結局后出現。
Saber在Fate線中完成她身為王的理想，來到理想鄉。之後士郎與Saber在理想鄉中再次相会。據Last Episode最後的解釋，該草原即是阿瓦隆。

## 游戏

### 發售簡歷
記載本篇遊戲軟體發售形式。
初版
2004年1月30日 - Windows98/ME/2000/XP用CD-ROM版發售。
2006年3月29日 - 與CD-ROM版內容相同的Windows用DVD-ROM版發售。
Fan Disc
2005年10月28日 - 『Fate/hollow ataraxia』發售。
[Réalta Nua]版
2007年4月19日 - PlayStation 2移植版『Fate/stay night [Réalta Nua]』及『Fate/stay night [Réalta Nua] extra edition』發售。
2011年12月～2012年2月 - Windows版[Réalta Nua]以3線分售的形式發售。
2015年4月18日 - iOS版[Réalta Nua]發售。
2015年5月31日 - Android版[Réalta Nua]發售。

### 製作人員
- 原畫：武內崇
- 剧本：奈須蘑菇
- 程式：清兵衛
- 電影腳本：
- 圖解：、BLACK、蒼月誉雄
- 音樂：KATE
- 其他支援：OKSG

### 主題曲
| 曲名           | 作曲、編曲                        | 作詞     | 演唱                  | 類型                                                       |
| -------------- | --------------------------------- | -------- | --------------------- | ---------------------------------------------------------- |
| This Illusion  | NUMBER 201                        | 芳賀敬太 | M.H.                  | 片頭曲                                                     |
| Days           | Number201                         | 芳賀敬太 | CHINO                 | 片尾曲                                                     |
| 黃金的光輝（） | KATE（作曲） James Harris（編曲） | 芳賀敬太 | NUMBER 201 feat. Maki | 片頭曲（《Réalta Nua》）                                   |
| Link           | KATE（作曲） James Harris（編曲） | 芳賀敬太 | NUMBER 201 feat. Rhu  | 片尾曲（《Réalta Nua》）                                   |
| Arcadia        | 齋藤真也                          | Rico     | earthmind             | 片頭曲（《Réalta Nua》PS Vita版，Fate綫）                  |
| Horizon        | 齋藤真也                          | Rico     | earthmind             | 片頭曲（《Réalta Nua》PS Vita版，Unlimited Blade Works綫） |
| Another Heaven | 齋藤真也                          | Rico     | earthmind             | 片頭曲（《Réalta Nua》PS Vita版，Heaven's Feel綫）         |
| 夢想的終點（） | KATE（作曲） NUMBER 201（編曲）   | 芳賀敬太 | 河井英里              | 插入曲                                                     |

## 名词解释
聖杯
可以實現一切願望的聖器，由傳說中的英靈可暫時以從者身份在現世復活即可證明其威力。可以碰觸到聖杯的只有英靈，其他的英靈則是進入聖杯成為發動願望的力量來源，所以能獲得聖杯的只有一組御主和從者。在第三次聖杯戰爭後聖杯被污染，由於吸收了愛因茲貝倫犯規召喚出來的第八職階復仇者（Avenger），英靈身份為Angra mainyu（安哥拉曼紐），因Angra mainyu為人類共同的願望（罪惡集合體），所以聖杯內的魔力與Angra mainyu身上背負的願望相結合，進而扭曲了聖杯的本質。另外，聖杯在身為願望機同時，也是個接通根源的“洞”。
被污染的聖杯會將願望朝著惡意的方向去解釋，以破壞和災難的方式來實現願望。例如：如果願望為成為王，聖杯就會將不認同你是王的人消失；若大多數的人都不認同你，聖杯會試圖以毀滅形式令不認同你是王的人全都消失。
聖杯戰爭
為了獲得聖杯所開打的戰鬥，由愛因茲貝倫提供聖杯的容器，遠坂提供土地，臟硯開發出支配Servant的令咒，本作的故事背景是在第五次聖杯戰爭。七個御主召喚出七個從者，彼此互相殘殺，留下的最後一組人將可以獲得聖杯實現願望。現在的聖杯戰爭已經和當初不同，彼此暗鬥廝殺越來越嚴重，不過聖杯第一次以完整面貌出現在人們面前就是這次第五次聖杯戰爭。除此之外，根據世界線的不同，也會有不同的規則和狀況。
詳情：歷代聖杯戰爭
職階（Class）
被分配給各個從者的東西，有著區別其他英靈的意義在。沒有人可以無限制的召喚出英靈這類近似精靈一般的存在的物體。故為了讓從者能夠容易成形，並且能夠暫時物質化，所準備的七個職階。另外各職階的Servant除了自己生前的「保有技能」外，還各自擁有該職階特有的固有能力——「職階技能」。
另外，第八職階復仇者（アヴェンジャー，Avenger）屬於額外的，並不在當初聖杯戰爭設定之列。
聖杯戰爭中的七個職階分别是：
劍士（Saber）
剑之骑士，手持刀劍的职阶。符合的英灵自然要有与剑之骑士相称的传说，亦被要求魔力以外的能力值皆为最高等级，因而被喻為Servant中的王牌。
职阶能力是对魔力和骑乘，尋常水準的魔術對上Saber效果通常會大打折扣，有些英靈甚至能完全將其無效化。另外，符合的英灵大多有着瞬间攻击力优秀的特长。
由於能夠抵抗大多數御主的魔術攻擊，因此在進行正面戰時具有強大的優勢。
槍兵（Lancer）
枪之骑士，手持長槍的职阶。苛刻的合适条件仅次于Saber，全体能力值优秀，并且敏捷必须要高。
理所当然，要擅长发挥枪击范围和速度的一击脱离战法，能在與對手保持一定距離的狀況下發動猛烈的攻勢，在正面戰中能有優秀的表現。
包括很多出身骑士的英灵。
弓兵（Archer）
弓之骑士，以遠距離攻擊为特长的职阶。条件并非能力值的高低，而是具有强力射击武器，或者与射击武器有关联的特殊能力，因此普遍具有性能强大的寶具。
作为侦察兵的素质也很高。除拥有作为骑士的对魔力之外，还有「单独行动」的职阶能力，即便御主不給予魔力供應與支援也能保持存在。可以讓御主將原本要用來維持Servant的魔力移用在行使魔術上。 甚至若御主處在無法供應魔力的危急狀態，Archer也能保有行動能力來保護御主。
騎兵（Rider）
騎乘兵，乘著坐騎戰鬥的职阶。具有与某个乘坐物（不只限于生物）有渊源的传说的英灵适合此职阶。
能力值有比三骑士低的倾向，不过这能以传说中描述的坐骑性能补救，因此基本上都擁有強大的寶具。而既然為騎兵，Rider自然也可能以快速的坐騎發揮機動性。
职阶能力除了对魔力外，理所當然的还要拥有非常高等级的骑乘。
魔術師（Caster）
魔術師，專長於使用強大魔術的职阶。合适条件也只有魔术的能力值达至最高等级。
符合的英灵基本上武力的战斗能力都比较低，而且由于Servant大部份都具备对魔力的职阶技能，所以在與Servant的對戰中被评价为最弱的职阶。但藉由「陣地作成」的能力，可以建構出強大的魔術工房，甚至可能使據點變成連Servant也難以入侵的超級要塞，在防禦上將可以發揮很大的成效。而另一項「道具製作」則是能創造帶有魔力的道具，
尤其是那些出身於神話時代的英靈，更是能施展出超脫現今魔術師極限的傳奇技法。
暗殺者（Assassin）
暗殺者，專長於隱密行動與暗殺技巧的职阶。
在冬木的聖杯戰爭中，符合的英灵只有历代的哈桑．萨巴赫，会召唤出其中的某位。對哈桑而言，「Assassin」這個詞本身就是他們的聖遺物。全体成员均没有作为英雄的辉煌传说，因此能力值低下。在正面戰鬥的狀況下，基本上很難與其他Servant抗衡。
作为职阶能力拥有「气息遮断」，能消除自己的氣息來隱匿自己，不只是魔術師，連其他的Servant也難以察覺。活用此能力的战斗方式将会成为勝負關鍵，同時也是對暗殺其它御主的最大利器。
狂戰士（Berserker）
狂战士，犧牲理智以換取力量的职阶，在生前擁有瘋狂事蹟的英雄适合此阶位。
通常Servant能够发挥原始英灵的性能就是理想的状态，但是成為Berserker的英靈會被附加名為「狂化」的屬性，以剥夺理性为交换，对Servant进行超越英灵性能的强化。由於失去理智的緣故，作為Berserker的Servant基本上是很難控制的。
本来是用以强化弱小英灵的职阶，理論上任何英靈都能擔任。但若是越適合的英靈，其狂化等級也會越高。
魔術師
使用魔術的人被稱為魔術師。
成為魔術師需要有魔術迴路。一般認為只有魔術師家系的人擁有魔術迴路，但也有普通人由於突變而帶著魔術迴路誕生。
魔術師是藉由一代代的累積血統與知識而產生的。絕大多數魔術師家系的開創者都只是普通的學者。他們將所學的力量傳給後代，後代再加以研究後再傳下去。血統也對學習魔術有影響，如果父親是個優秀的魔術師，在他最顛峰時期生下的子女一定比其父親更適合學習魔術。就這樣一代比一代強，也就是說歷史越悠久的魔術家族其魔術也就越高深。每個魔術家族都有自己的獨有的家傳魔術。
為了增加自己研究魔術的時間，一些魔術師可以利用不同方法延長自己的壽命。Emiya（Archer）曾經提及以人之身探究魔術最長是五百年。
魔術並不一定適合戰鬥，應該說絕大多數的魔術都不適合戰鬥，武鬥派的魔術師相當稀少。由於學習魔術道路上充滿了死亡，使用魔術稍有不慎就有可能命喪黃泉。再加上魔術師往往生來就高人一等，有種優越感。所以幾乎所有合格的魔術師都是些冷酷無情的人，基本上在普通人眼中魔術師就是惡人。
魔法使
魔法使和魔術師的差異在於，誰都模仿不了，用現代科學也做不到的事，將這種「奇蹟」化為可能的存在，便被稱為魔法使，無論花多少時間與技術都無法實現的就是魔法，而不管多麼不可思議，但只要有時間跟技術誰都能實現的就是魔術。
過去數百年魔術曾追趕著文明世界的腳步，時至今日魔術已經降級成甚麼都不是的東西，但是魔術仍有魔術的好處，就像有些地方是科學才能抵達的領域，有些地方則是只有神祕才能抵達，魔法使之一修拜因奧古曾對其弟子說過，如果科學是朝著未來而跑，魔術師就是向著過去而跑，無論是過去還是未來，最後終將歸於零。
令咒（Command Spell）
浮現在身體上的魔術結晶。擁有可以讓從者服從的絕對命令權，御主專屬的印記。每個令咒圖案都不一樣。聖杯的出現會給成為御主的魔術師們一些預兆，也就是聖痕這類的標記。令咒就是由這個轉變而來。
令咒為一個由三劃組成的圖形，一劃代表一次絕對命令的行使權；也就是說最多只能用三次。用盡令咒並不會終止御主與從者間的契約，只是無法強制英靈執行命令而已。不過由於無法控制力量強大的從者是相當危險的事，甚至有被從者叛變殺害的可能，所以實際上使用次數一般為兩次。
此外，令咒不只可以控制行動，也有強化的效果。御主能用令咒來讓從者做一些平常無法辦到的事，使其有限制的實現，像空間轉移等魔法領域的事也能做到。
下達瞬間的命令、或是具體命令的話，會有很高的強制力。不過，要是執行命令期限過長或是範圍過廣的話，效果就會減低，反過來當然就會提高。所以像「服從我說的所有話」這類命令幾乎可說毫無效果。不過遠坂凛是個例外，因為她的素質特別優秀，再加上Archer的對魔力並不高，所以還是可以生效。
再來，因為令咒會與其他的令咒發生反應，所以在御主相遇時會立刻察知對方的存在。但因為它是靠自身的魔力來發動，當一個御主把自己的魔術迴路關閉時便很難被察覺出來。
另外，因為它與魔術迴路是一體化的，所以剝除令咒的行為就跟從身體裡摘除神經一樣，如果弄不好就可能成為廢人；但藉由像言峰綺禮使用的靈媒手術來拔除或是使用Caster的「破盡萬法之符（Rule Breaker）」的話則不受此限。被移植的令咒會回復原來的三次命令權，不過如果用「偽臣之書（以御主的令咒作成的御主權力代行證明）」之類的東西來移動的話，殘餘的使用次數不會復原。
魔术协会
钻研魔术者所组成的自卫（当然只是名义如此）团体。负责魔术的管理与隐蔽。正是为了这个原因才和教會協調派遣监督者监督圣杯战争。分为三个部门：伦敦的『时钟塔』、埃及的『巨人之秘窖』（即专攻炼金术的阿特拉斯学院，月姬系列中的格斗游戏《Melty Blood》裡的炼金术师Sion就出于此处）、以及势力遍布北歐的复合协会『彷徨海』。現時時鐘塔成为了总部，三方亦老死不相往来。魔术协会与中东一带的魔术基盤和中国的思想魔术均不相容，双方表面上裝作互不侵犯。
聖堂教會
奉行主的奇蹟，以主的意志為絕對意志，故事中世界的三大勢力之一，和魔術協會協調後派遣人員到冬木市充當監督者，主要目的是確認聖杯的真偽。假若該聖杯真為盛著聖人之血的聖物，那麼教會也會將其奪走。
监督者
魔术协会和教會共同協定派来的监视者，监督圣杯战争的进行，同时也为失去资格的御主提供保护。
管理者（Second Owner）
負責區域管理的魔术师，一般由当地的魔术家族世袭，冬木市的管理者是遠坂家，同樣為管理者的還有蒼崎家，此外，遠坂家管理的土地為僅次於蒼崎管轄地的一級稀有地。
魔术工房
魔术师们用来研究魔术的地方。
英灵
英灵即是其丰功伟绩在死后留为传说、已成信仰对象的英雄所变成的存在，以人类之身达到了精灵之领域的人。通常，英灵会作为守护人类的力量，被世界所召唤。
虽然说明过英灵是在死后聚集信仰的英雄所变成的存在，但是即使实际不存在，神话和传说等的英雄也会通过聚集信仰而诞生。此外，还有在生前与世界缔结某些契约，以此作为代价在死后成为英灵的人。在第五次圣杯战争中，哈桑．萨巴赫是实际存在的英灵，海格力斯和美杜莎是传说中的英雄。 Emiya和阿尔托莉娅是与世界缔结契约而成为英灵的存在。成为了英灵的存在将从时间的束缚中解脱出来，移动到位于世界外侧的英灵之座。
英灵不是人类能驾驭的存在，而且人类若要进行召唤，必须使用圣杯或者具有与之相似的力量的东西。还有冬木的Servant系统是以大圣杯的力量来召唤英灵。作为Servant被召唤的英灵，是使用英灵本体的情报制作成的分身，复制品一样的东西。
英靈分為正統英靈、反英雄、架空英靈、守護者。
正統英靈
就是人們所公認的英雄人物，但他們並不一定是正義的，只是其所作所為在客觀歷史上對推進人類發展有益。
或者應該這麼說，正統英靈是不論本性好壞，在後世被人認為是有所作為的人就能稱為正統英靈，歷史上這類人很多。
反英雄
反英雄就是其受人憎恨的惡行，在结果上拯救了人類、通过“惡”来将“善”明确化的人，守护者也被包括在反英雄內。純粹的反英雄是不存在的，“信惡而行善者”程度的，也会被當成反英雄。
因为聖杯吸進了復仇者安格拉·曼紐，聖杯战争發生了多個的“bug”。其中之一就是“反英雄”的存在。本應無色的聖杯内容物被黑色所污染，“從世間看来是恶但亦被定義为英雄者”也就是反英雄的存在因此被承認，於是他们也可以作為英雄被召唤出来了。
守護者
知名度低但卻有英雄般實力的人，透過和世界契約而成為非正統的英靈——守護者（Guardian）。
由於守護者多半是在生前基於某種原因向抑止力祈求超出自身的力量，而不是靠自己立下能成為英靈的事蹟，做為代價要聽世界的差遣，作為抑制力工作。
聖遺物
和英雄本人有直接關係的物品，稱為聖遺物。利用這些關連物進行英靈召喚，就可以呼喚出相關的英靈。
例如：亞瑟王的劍鞘、亞歷山大大帝的披風，吃了吉尔伽美什的長生不老果的蛇的蛇皮化石。
從者召喚
在聖杯戰爭時，御主需要召喚英靈作為從者來代替自戰鬥，而從者的召喚一般是準備與召喚對象有關之聖遺物。而在沒有準備聖遺物的情況下，會自動選擇性格上和該御主最合得來的英靈。
值得一提的是，從者召喚的對象選擇方式還有另一種對象檢索模式，和聖遺物相反，是以「有沒有英靈持有和該御主相關的事物」做為檢索標準。
宝具（Noble Phantasm）
英灵所拥有的武裝和道具等东西，由英灵生前所擁有的武裝、特殊能力與傳說昇華而來。是人類幻想的極致，物質化的奇跡結晶，蕴涵有强大的神秘。
宝具以其持有者所念出的“真名”为钥发动。但是，由于從者都曾经是英雄，其事迹可能广为人知，当被敌人知道宝具的真名后，有可能连自己是哪个英雄，有何能力，有何弱点都知道得一清二楚。因此，非到必要时刻绝不使用。而为此，知道自己的從者的真名的御主也绝对不会以真名相称，而只是以职阶名相称。因此职阶名有了双重含义：既是代表其职阶，同时也是從者于现世的假名。
寶具可用等級、種類、發動條件進行分類。
等級的分類，分別是A、B、C、D與E，當中E為最低等級、A為最高。而有些特殊的寶具會被付加 + 號，如發動C+寶具，則可以發揮超越一般發動C等級的效果，同樣有些會被付加 - 號，則無法發揮出一般發動C等級的效果。還有代表為最高級別的「EX」。
寶具種類可按使用的對象，擁有「對人寶具」、「對軍寶具」、「對城寶具」、「對國寶具」、「對界寶具」等分類。
對人寶具是以單一對象為目標，對軍寶具則是集團、對城寶具卻是以城牆般堅硬的目標作攻擊。一般後者具有絕大攻擊力但耗魔力大，前者則相反。比喻的話，對軍寶具是無數發襲向一群軍隊的子彈，對城寶具則是一顆爆破範圍有一座城市大的導彈。但隨著寶具性質的不同，威力不一定與效果範圍成正比。既有作用於單一目標、但能產生強大效果的對人寶具，也有能力範圍雖廣、但效果卻不比前者強的對軍寶具。
發動條件方面，可分為真名解放型、有條件發動型以及常駐發動型。
「對人寶具」、「對軍寶具」、「對城寶具」、「對界寶具」主要是指攻擊範圍。
- 對人寶具─對單一對象專用寶具，例如：「風王結界（Invisible Air）」、「刺穿死棘之槍（Gae Bolg）」等等。
- 對軍寶具─能在多人混戰中發揮的範圍攻擊型寶具，例如：「騎英之韁繩（Bellerophon）」、「突穿死翔之槍（Gae Bolg）」等等。
- 對城寶具─以高破壞力見長的殲滅型寶具，例如：「誓約勝利之劍（Excalibur）」。
- 對界寶具─干涉世界的寶具，目前只有英雄王的「天地乖離的開闢之星（Enumaelish）」傳說中創造世界的劍，有這種效果。
- 結界寶具─通常是能夠防護自身的寶具，例如：「遺世獨立的理想鄉（Avalon）」和「遮覆熾天的七圓環（Law Aias）」。
- 對魔術寶具─通常是能夠對抗或消除魔術效果的寶具，例如：「萬戒必破之符（Rule Breaker）」、「破魔的紅薔薇（Gae Dearg）」

固有結界（Reality Marble）
如果达到根源是魔术师的最大目标，那固有结界就是魔术师的另一个頂點。以自己的心象风景侵蚀现实，创造出属於自己的异界，接近魔法等级的魔术，即使是顶尖的魔术师也不见得能达到的领域。发动固有结界因为歪曲了现实形成异界，所以会被世界修正，维持需耗费非常大量的魔力，使用者一般只能支持几分钟。目前有：
- 征服王的「王之軍勢（Aionion Hetairoi）」
- Emiya（Archer）的「無限劍製（Unlimited Blade Works）」

補魔力
在本遊戲的原始設定中，魔术师之间通过体液交换来给出自己体内的魔力供对方使用，其中最有效的体液是血液和男性魔术师的精液。衛宮士郎可以透過與Saber等女性角色性交來为她们補充魔力，稱為「補魔力」。
動畫版與PS2版是全年齡向，故將補魔力方式更改成移植魔術迴路，吸血行為（吸取血液）則不變。
大聖杯
僅在HF線後期提到，為聖杯戰爭的本質，本體為埋藏在冬木市地底洞穴的一個巨大魔法陣，最初為愛因茲貝倫、遠坂、馬基里（後改名為間桐）創造，在創造儀式時，冬之聖女以及魔道翁修拜因奧古也在場，如果說大聖杯為連通根源的門，聖杯就是鑰匙，而藉由冬之聖女打開聖杯後，即可開啟通往根源的道路，過程中從根源逆流至現世的極少魔力（對現世而言卻是幾乎無限的龐大魔力），便可用來實現願望（但無法超過魔術可實行的範圍）。
抑止力
所謂抑止力，是指由集體無意識所做的安全装置。身為星球想延長生命的祈禱的蓋亞，身為人類願回避破滅的祈禱的阿赖耶，分為兩個原始願望。
無論哪個都将现在的世界的延长作為目的，在毁滅世界的重要因素發生的瞬间出现，抹消這個因素。
如果有人想用聖杯毀滅世界，抑止力將會阻止世界的毀滅。
因为是無意識，即使發生也不会引人注目，不会被任何人意识到。
抑止力會根据應该抹消的對象而改變规模出现。以绝對能够取勝的，高於對象的数值出现。

## 改編作品

### 動畫
| 標題                                          | 首播日期       | 完結日期      | 集數        |
| --------------------------------------------- | -------------- | ------------- | ----------- |
| Fate/stay night                               | 2006年1月7日   | 2006年6月17日 | 24集        |
| Fate/stay night Unlimited Blade Works         | 2010年1月23日  | 不適用        | 電影        |
| Fate/stay night [Unlimited Blade Works]       | 2014年10月4日  | 2015年6月27日 | 26集+1集OVA |
| Fate/stay night [Heaven's Feel] I. 預示之花   | 2017年10月14日 | 不適用        | 電影        |
| Fate/stay night [Heaven's Feel] II. 迷途之蝶  | 2019年1月12日  | 不適用        | 電影        |
| Fate/stay night [Heaven's Feel] III. 春櫻之歌 | 2020年8月15日  | 不適用        | 電影        |

### 漫畫

#### 短篇漫畫競作集
Fate/stay night comic battle（Fate/stay night コミックバトル）
| 冊數   | 角川書店      | 角川書店               | 台灣角川       | 台灣角川              |
| 冊數   | 發售日期      | ISBN                   | 發售日期       | ISBN                  |
| ------ | ------------- | ---------------------- | -------------- | --------------------- |
| 激突篇 | 2004年8月6日  | ISBN 978-4-04-853760-5 | 2005年11月3日  | ISBN 978-986-718946-2 |
| 血戰篇 | 2004年12月7日 | ISBN 978-4-04-853789-6 | 2005年12月27日 | ISBN 978-986-174000-3 |

### Fate/stay night
於《月刊少年Ace》2006年2月號到2012年12月號期間進行連載。由西脇だっと負責作畫，為三線混合改編版本，採用Fate結局。單行本全20卷。叢書分類為《角川Comics Ace》。

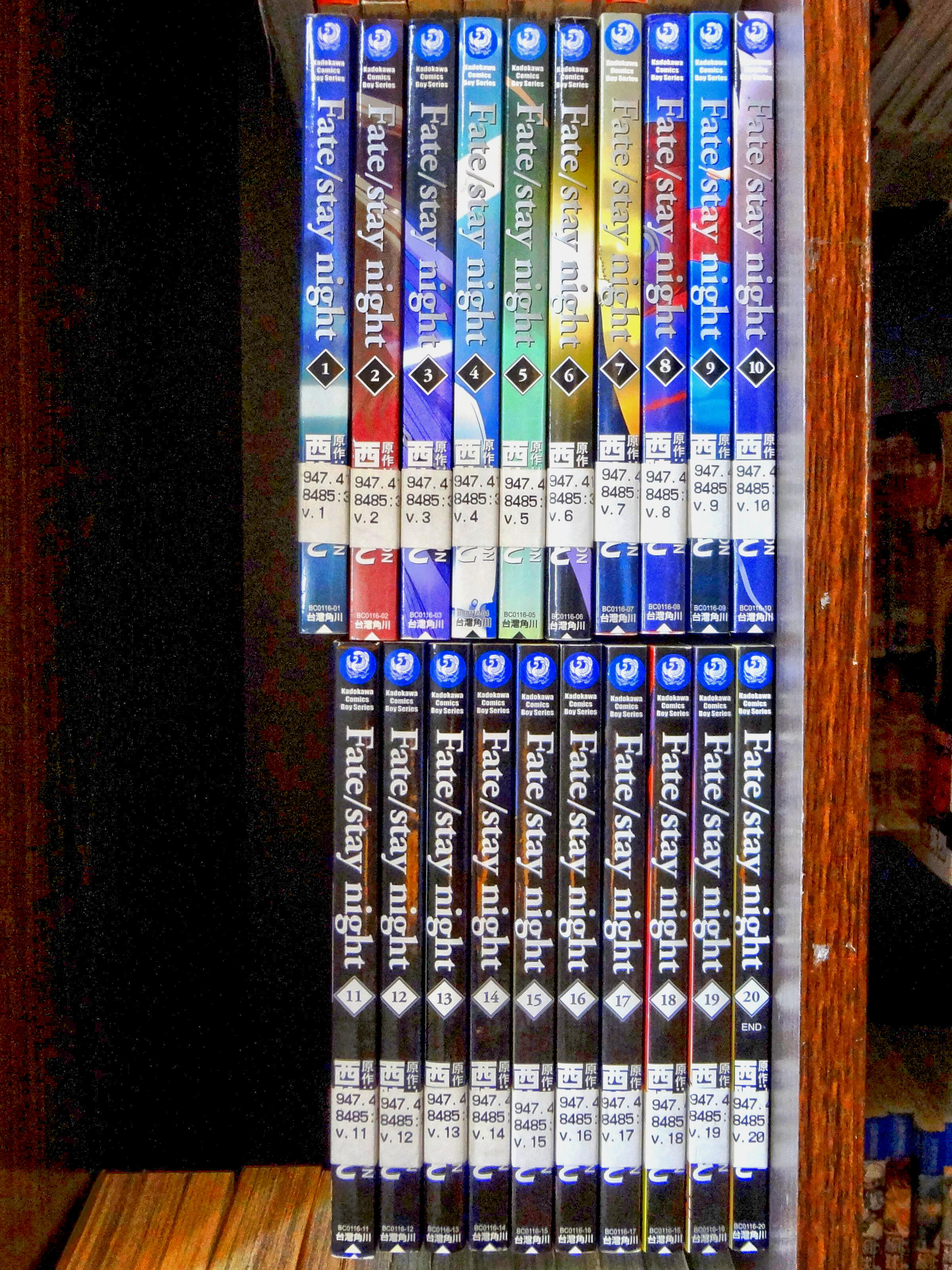
中华民国国家图书馆艺术暨视听资料中心漫画屋收藏的台湾角川《Fate/stay night》中文版全套单行本书背

| 冊數 | 角川書店       | 角川書店                         | 台灣角川       | 台灣角川               |
| 冊數 | 發售日期       | ISBN                             | 發售日期       | ISBN                   |
| ---- | -------------- | -------------------------------- | -------------- | ---------------------- |
| 1    | 2006年5月26日  | ISBN 4-04-713825-8               | 2007年12月18日 | ISBN 978-986-174-549-7 |
| 2    | 2006年10月26日 | ISBN 4-04-713865-7               | 2008年5月27日  | ISBN 978-986-174-678-4 |
| 3    | 2007年3月26日  | ISBN 978-4-04-900783-1（限定版） | 2008年7月31日  | ISBN 978-986-174-740-8 |
| 3    | 2007年4月10日  | ISBN 978-4-04-713914-5           | 2008年7月31日  | ISBN 978-986-174-740-8 |
| 4    | 2007年9月26日  | ISBN 978-4-04-713955-8           | 2008年10月23日 | ISBN 978-986-174-846-7 |
| 5    | 2007年12月26日 | ISBN 978-4-04-713995-4           | 2009年2月21日  | ISBN 978-986-174-992-1 |
| 6    | 2008年4月26日  | ISBN 978-4-04-715047-8           | 2009年5月20日  | ISBN 978-986-237-107-7 |
| 7    | 2008年8月26日  | ISBN 978-4-04-715094-2           | 2009年8月15日  | ISBN 978-986-237-239-5 |
| 8    | 2008年12月26日 | ISBN 978-4-04-715144-4           | 2009年10月17日 | ISBN 978-986-237-334-7 |
| 9    | 2009年4月25日  | ISBN 978-4-04-715230-4           | 2010年2月12日  | ISBN 978-986-237-529-7 |
| 10   | 2009年8月26日  | ISBN 978-4-04-715283-0           | 2010年5月14日  | ISBN 978-986-237-670-6 |
| 11   | 2009年12月26日 | ISBN 978-4-04-715348-6           | 2010年8月11日  | ISBN 978-986-237-803-8 |
| 12   | 2010年4月26日  | ISBN 978-4-04-715424-7           | 2010年11月27日 | ISBN 978-986-237-952-3 |
| 13   | 2010年8月26日  | ISBN 978-4-04-715502-2           | 2011年1月19日  | ISBN 978-986-287-050-1 |
| 14   | 2010年12月29日 | ISBN 978-4-04-715585-5           | 2011年6月11日  | ISBN 978-986-287-217-8 |
| 15   | 2011年4月26日  | ISBN 978-4-04-715680-7           | 2011年10月15日 | ISBN 978-986-287-398-4 |
| 16   | 2011年9月3日   | ISBN 978-4-04-715764-4           | 2012年3月14日  | ISBN 978-986-287-626-8 |
| 17   | 2011年12月26日 | ISBN 978-4-04-120049-0           | 2012年8月22日  | ISBN 978-986-287-894-1 |
| 18   | 2012年4月26日  | ISBN 978-4-04-120202-9           | 2012年11月8日  | ISBN 978-986-325-053-1 |
| 19   | 2012年8月24日  | ISBN 978-4-04-120359-0           | 2013年1月24日  | ISBN 978-986-325-165-1 |
| 20   | 2012年12月26日 | ISBN 978-4-04-120501-3           | 2013年7月13日  | ISBN 978-986-325-466-9 |

#### Fate/stay night [Heaven's Feel]
在月刊《Young Ace》2015年6月號開始連載，由負責作畫，改編自遊戲「Heaven's Feel」路線。單行本已出版11卷。
| 冊數 | 角川書店       | 角川書店               | 台灣角川       | 台灣角川               |
| 冊數 | 發售日期       | ISBN                   | 發售日期       | ISBN                   |
| ---- | -------------- | ---------------------- | -------------- | ---------------------- |
| 1    | 2015年6月25日  | ISBN 978-4-04-103397-5 | 2016年8月1日   | ISBN 978-986-47-3205-0 |
| 2    | 2016年2月4日   | ISBN 978-4-04-103769-0 | 2017年2月10日  | ISBN 978-986-47-3475-7 |
| 3    | 2016年9月3日   | ISBN 978-4-04-104686-9 | 2017年8月10日  | ISBN 978-986-473-822-9 |
| 4    | 2017年6月2日   | ISBN 978-4-04-105647-9 | 2018年1月18日  | ISBN 978-957-853-192-5 |
| 5    | 2017年10月10日 | ISBN 978-4-04-106094-0 | 2018年6月6日   | ISBN 978-957-564-260-0 |
| 6    | 2018年8月4日   | ISBN 978-4-04-107163-2 | 2019年5月9日   | ISBN 978-957-564-937-1 |
| 7    | 2019年1月10日  | ISBN 978-4-04-107164-9 | 2019年9月9日   | ISBN 978-957-743-234-6 |
| 8    | 2020年2月26日  | ISBN 978-4-04-109108-1 | 2020年11月9日  | ISBN 978-986-524-076-9 |
| 9    | 2021年12月28日 | ISBN 978-4-04-112117-7 | 2022年12月22日 | ISBN 978-626-352-048-6 |
| 10   | 2023年4月4日   | ISBN 978-4-04-113359-0 | 2024年3月21日  | ISBN 978-626-378-671-4 |
| 11   | 2025年2月4日   | ISBN 978-4-04-115976-7 | —              | —                      |

#### Fate/stay night [Unlimited Blade Works]
在《月刊Comic電擊大王》2022年2月號開始連載，由森山大輔負責作畫，改編自遊戲「Unlimited Blade Works」路線。單行本已出版6卷。
| 冊數 | 角川書店       | 角川書店               | 台灣角川       | 台灣角川               |
| 冊數 | 發售日期       | ISBN                   | 發售日期       | ISBN                   |
| ---- | -------------- | ---------------------- | -------------- | ---------------------- |
| 1    | 2022年8月26日  | ISBN 978-4-04-914556-4 | 2023年12月14日 | ISBN 978-626-378-266-2 |
| 2    | 2022年12月9日  | ISBN 978-4-04-914771-1 | 2024年6月27日  | ISBN 978-626-400-123-6 |
| 3    | 2023年6月27日  | ISBN 978-4-04-915102-2 | 2024年6月27日  | ISBN 978-626-400-124-3 |
| 4    | 2023年12月26日 | ISBN 978-4-04-915450-4 | 2025年1月23日  | ISBN 978-626-415-163-4 |
| 5    | 2024年6月27日  | ISBN 978-4-04-915757-4 | —              | —                      |
| 6    | 2024年12月27日 | ISBN 978-4-04-916116-8 | —              | —                      |
| 7    | 2025年7月26日  | ISBN 978-4-04-916492-3 | —              | —                      |

## Fate Project企劃

動畫宣傳海報

2014年秋，为纪念Fate/stay night发售十周年，TYPE-MOON、Aniplex以及ufotable合作启动全新计划。7月27日，在品川國際城市會館举行的“Fate Project最新情报发表会”发表，这一企划包括手机游戏、电视动画和剧场版动画的跨媒体制作，并将原作中全部女主角路线皆包含在内。官方公開表示即將在今年秋季播映的ufotable重製動畫《Fate/stay night》的最新消息，除此之外還有《Fate/strange fake》漫畫化、手機遊戲新作《Fate/Grand Order》、以及《Fate/stay night》HF線劇場版的消息。

### 手机游戏
作为系列的基本企划，游戏《Fate/stay night》的Fate线路将会在iOS和Android系统上限时免费下载。这是ufotable的代表近藤光听到武内崇说的“Saber路线是所有Fate的中心”，因此对武内提出在电视动画《Unlimited Blade Works》放送期间让大家免费游玩Saber路线的提案最终决定的。动画将在2014年秋开始放送。
另外，iOS和Android平台將推出名為《Fate/Grand Order》的全新角色扮演遊戲，但故事上和《Fate/stay night》沒有關係。「Fate Online Project」原是TYPE-MOON在PC端的PVP類型網絡遊戲，遊戲故事來自於小說《Fate/Apocrypha》，共有15名 Servant。之後，該網遊項目遭受挫折，所以部分設定沿用到了手遊《Fate/Grand Order》中。開發初期，《Fate/Grand Order》是一款配合《Fate/stay night》動畫的社交類遊戲，後來才定位為RPG類型，遊戲背景劇情也不僅限於動畫化的內容。
遊戲開發團隊DELiGHTWORKS成立於2014年1月，負責人庄司顕仁曾在史克威爾艾尼克斯任職15年，擔任過《最終幻想11》的客服、GM和運營工作，離職前是集團的移動和街機遊戲事業負責人。《Fate/Grand Order》的開發團隊目前有30人左右。
《Fate/Grand Order》是一款現實世界時間同步進行的角色扮演遊戲。遊戲設定在2015年，下載遊戲的玩家將在年內的連續配信過程中同步進行遊戲，2015年內劇情完結，之後的計劃還在商討中。

## 外传作品

### 主系列
Fate/Prototype
以奈須蘑菇高中時的作品Fate（俗稱舊Fate）為基礎展開的故事，俗稱為舊Fate，是Fate/stay night故事的原型。
Fate/Zero
讲述发生在原作十年前的“第四次圣杯战争”的小説作品。全4卷。执笔的是Nitro+的脚本家虚淵玄。已於2011年動畫化。由於細節與人物性格與本傳stay night有所衝突，而被奈須蘑菇修訂為與stay night有相同條件卻又有微妙不同的平行世界。
Fate/hollow ataraxia
視為Fan Disk的续作，故事发生在原作（第五次圣杯戰爭）的半年后，並不接續三線中任何一條線。
Fate/strange fake
讲述原作数十年后伪圣杯战争的小说作品。TYPE-MOON的官方杂志《TYPE-MOON ACE》Vol.2的别册附录。作者是《电击文库》的成田良悟。2014年7月27日宣佈透過電撃文庫推出小說。第一卷已於2015年1月10日出版。
Fate/Apocrypha
原為線上遊戲企劃。故事讲述原作第三次圣杯战争后，一場發生在紅黑陣營，各7個從者之間的一场特殊圣杯战争。跟本作是不同世界線。

### 衍生系列
此欄包含了與原著人物相關，但是無關圣杯战争故事的衍生作品。
小說
Garden of Avalon
是由奈須蘑菇創作的Fate/stay night [Unlimited Blade Works]BD同捆特典小說，並有廣播劇CD版本。 主要記敘了阿爾托莉雅·潘德拉貢在生前從拔出石中劍開始，到與阿賴耶簽訂契約為止的經歷。作品較多的涉及了阿爾托莉雅的背景設定，更詳細的描繪出其性格特點。
『艾梅洛閣下II世事件簿』
為小說家三田誠著，以Fate/Zero的角色埃爾梅羅二世(韋伯・維爾維特)為主角，與時鐘塔的弟子們一同展開的偵探冒險故事。
遊戲
『花札道中記』、『超時空花札大作戰』
為Fate/hollow ataraxia內的迷你遊戲，以不同角色進行花牌對戰。
『膠囊英靈（カプセルさーばんと）』
為Fate/hollow ataraxia收錄的迷你遊戲，使用迷你從者打倒敵人的防禦戰遊戲。
『Fate/tiger colosseum』及『Fate/tiger colosseum UPPER』
发售于PSP平台的3D游戏作品，是與原作故事無關的动作游戏。故事主角以2.5頭身造型登場，為獅子Saber造型的最初作品出處。
『Fate/unlimited codes』
以原作为基础的3D格斗游戏。
『Fate/EXTRA』、『Fate/EXTRA CCC』、『Fate/EXTELLA』及『Fate/EXTELLA LINK』
原作的平行世界，由不同的角色所進行的圣杯战争角色扮演游戏，相關設定及名詞解釋與本篇差異很大。
『Fate/Grand Order』
由奈須蘑菇擔任總監及原案，繼承Fate系列設定的iOS及Android平台角色扮演遊戲。
漫畫
『冰室的天地 Fate/school life』
以冰室钟为主角，磨伸映一郎的四格漫画作品。第一冊單行本於2008年1月22日發售。
『Fate/kaleid liner 魔法少女☆伊莉雅』
以伊莉雅苏菲尔·冯·爱因兹贝伦为主角，的漫画作品。2013年7月動畫化。第四次圣杯战争的不同世界線。
『衛宮家今天的餐桌風景』
為日本漫畫家TAa的漫畫作品，以原作世界觀及人物為基礎改編的衍生漫畫。由主角衛宮士郎以及和士郎有關的各個人物一起親手料理並且一起品嘗來持續發展故事。
衍生遊戲作品推出年表
- 2007年9月13日 - PSP平台限定《Fate/tiger colossum》發售。
- 2008年8月28日 - 《Fate/tiger colossum UPPER》發售。為《Fate/tiger colossum》續篇。
- 2008年6月11日 - 《Fate/unlimited codes》在全國遊戲中心以街機遊戲推出。
- 2008年12月18日 - 追加元素的PlayStation 2移植版《Fate/unlimited codes》發售。
- 2009年6月18日 -  PSP版《Fate/unlimited codes PORTABLE》發售。除了追加元素外，亦改善操作。
- 2010年7月22日 - PSP平台限定《Fate/EXTRA》發售。
- 2013年3月28日- Fate/EXTRA外傳《Fate/EXTRA CCC》發售。
- 2014年7月31日 - 《Fate/kaleid liner 魔法少女☆伊莉雅》將登陸3DS平台。外傳漫畫《Fate/kaleid liner 魔法少女☆伊莉雅》的改編遊戲。
- 2007年4月19日 -《花札道中記》 - Fate/stay night [Réalta Nua]PS2版及PSP版限定版特典遊戲。
- 2012年11月29日 -《超時空花札大作戰》－Fate/stay night [Réalta Nua]PSP版限定版特典遊戲。
- 2014年11月27日 -《膠囊英靈》－ Fate/hollow ataraxia PS Vita 版限定版特典遊戲。
- 2015年7月30日 -《Fate/Grand Order》於Android平台上線，同年8月12日於iOS平台上線，街機於2018年7月26日開始營運。
- 2016年11月10日 -Fate/EXTRA續作《Fate/EXTELLA》PS4、PS Vita
- 2017年7月20日 -Fate/EXTRA續作《Fate/EXTELLA》Switch
- 2017年7月26日 -Fate/EXTRA續作《Fate/EXTELLA》Steam版發售。
- 2018年6月7日 -Fate/EXTELLA續作《Fate/EXTELLA LINK》PS4、PS Vita版發售。
- 2019年1月31日 -Fate/EXTELLA續作《Fate/EXTELLA LINK》Switch版發售。
- 2019年3月20日 -Fate/EXTELLA續作《Fate/EXTELLA LINK》Steam版發售。
- 2020年7月22日 -Fate/EXTRA續作《Fate/EXTELLA》、Fate/EXTELLA續作《Fate/EXTELLA LINK》iOS/Android版發售。

## 評價與獲獎
在2007年10月，《電擊G's magazine》舉辦日本前五十名最佳美少女遊戲排名的票選活動，《Fate/stay night》在入圍的249款遊戲中獲得78票而成為第2名。
- 2015年Newtype動畫大賞/Newtype Anime Award 2015
  - 作品賞（TV部門）第一名
  - 角色賞（男性）第三名 Archer
  - 角色賞（女性）第二名 遠坂凜 第八名 Saber
  - 聲優賞（男性）諏訪部順一（Archer）
  - 聲優賞（女性）第七名　植田佳奈(遠坂凜) 第九名 川澄綾子(Saber)
  - 主題曲賞 第一位《Brave Shine》
  - 配樂賞 第二名：深澤秀行
  - 監督賞 第一名：三浦貴博
  - 腳本賞 第三名：ufotable
  - 角色設計賞 第三名 須藤友德 田畑壽之 碇谷敦
  - 動畫公司賞 第二名 ufotable

## 外部連結
TYPE-MOON官網
- TYPE-MOON官網 （页面存档备份，存于）（日語）
- TYPE-MOON官方推特的X（前Twitter）（日語）
- 竹帚（页面存档备份，存于）（奈須蘑菇與武內崇的個人網站）（日語）

遊戲官網
- Fate/stay night（页面存档备份，存于）（舊版官網）（日語）
- Fate-stay night（页面存档备份，存于）（舊版PC官網）（日語）
- Fate/stay night Realta Nua（页面存档备份，存于）（舊版PS2官網）（日語）
  - Fate/stay night Realta Nua（新版PS vita官網）（日語）
  - Fate/stay night Realta Nua（页面存档备份，存于）（新版iOS&Android官網）（日語）
- Fate Unlimited Code遊戲官網，存档于（存檔日期 2012-04-12）（日語）
- Fate/Tiger Colosseum遊戲官網，存档于（存檔日期 2009-04-18）（日語）
- 『REMASTERED』 （页面存档备份，存于）（日語）

動畫官網
- Fate/stay night UNLIMITED BLADE WORKS 剧场版官网（页面存档备份，存于）（日語）
- Fate/stay night Heaven's Feel 劇場版官網 （页面存档备份，存于）（日語）
- Fate/stay night Unlimited Blade Works 電視動畫（第2作）官網（ufotable）（页面存档备份，存于）（日語）
- Fate/stay night Unlimited Blade Works 電視動畫（第2作）TOKYO MX 電視台官網（ufotable）（页面存档备份，存于）（日語）
- Fate/stay night Unlimited Blade Works Aniplex 電視動畫（第2作）介紹官網（ufotable）（页面存档备份，存于）（日語）
- Fate/stay night 动画（ufotable）的X（前Twitter）（日語）